# The Way (씨엔블루의 노래)
〈The Way〉는 그룹 씨엔블루(CNBLUE)의 첫 번째 싱글앨범으로, 2010년 6월 23일 일본에서 발매되었다. 씨엔블루를 처음으로 오리콘 차트에 올린 곡이다. 오리콘 싱글차트 11위에 진입하였다.

## 수록곡
1. The Way part1～one time～ - 정용화 작사 및 작곡
2. The Way Part2 〜Ready N Go〜 - 정용화 작사
3. The Way Part3 〜Eclipse〜 - 이종현 작곡
4. The Way Part1 〜One Time〜 (Instrumental)